# Szczupakogłowcowate
Szczupakogłowcowate (Luciocephalinae) – podrodzina słodkowodnych ryb okoniokształtnych z rodziny guramiowatych (Osphronemidae), wcześniej klasyfikowana w randze rodziny Luciocephalidae. Obejmuje rodzaje:
- Ctenops
- Luciocephalus
- Parasphaerichthys
- Sphaerichthys
- Trichogaster
- Trichopodus

Typem nomenklatorycznym jest Luciocephalus.